# انتخابات پارلمان اروپا در ایرلند (۲۰۱۹)
انتخابات پارلمان اروپا در ایرلند (۲۰۱۹) (انگلیسی: European Parliament election, 2019) جزء انتخابات این کشور برای انتخابات پارلمان اروپا است که بین ۶ تا ۹ ژوئن ۲۰۱۹ برگزار شد.